# Parafrea latevittata
Parafrea latevittata là một loài bọ cánh cứng trong họ Cerambycidae.